# علا رامي
علا رامي (12 ديسمبر 1959 -)، ممثلة وراقصة بالية مصرية.

## عن حياتها
بدأت التمثيل وهي طفلة، وهي شقيقة الممثلة سحر رامي. تزوجت من الفنان إيهاب خورشيد وأنجبت منه ابنها الوحيد «عمر». وفي عام 2010 انتشرت أخبار عن عقد قرانها على المغني نادر أبو الليف، إلا أن نادر أبو الليف صرح لصحيفة إيلاف الإلكترونية إنهما لم يتزوجا وإنها صديقة فقط، إلا أن تصريح آخر له قال فيه إنهما أعلنا خطوبتهما. أخيرًا أُذيع أخبار بانفصالهما بعد مرور سنة على الزواج.

## أعمالها

### في السينما
- السمان والخريف.
- صائد الأحلام.
- المشاغبون في إجازة نص السنة.
- الزواج والصيف.
- نقولك ولا تزعلش.
- جريمة في الحي الهادئ.
- هروب.
- الحب قبل الخبز أحيانا.
- صاحب الإدارة بواب العمارة.
- ابن تحية عزوز.
- وصية رجل مجنون.
- اللعيبة.
- البدرون.
- كتيبة الإعدام.
- إحنا اللي سرقنا الحرامية.
- حنفي الأبهة.
- اشتباه.
- الستات.
- الثعالب.
- كريستال.
- أرض الأحلام.
- صعيدي في الجيش.
- كاريوكي.
- وكيل النائب العام (فيلم).
- الورشة

### في التلفزيون
- رأفت الهجان (الجزء الأول).
- الحب في حقيبة دبلوماسية.
- الأخوة زنانيري.
- ترويض الشرسة.
- حكايات مستر أيوب ومسز عنايات.
- يوميات ونيس (الأجزاء الرابع والخامس والسابع).
- أحلام وسنابل.
- همام وبنت السلطان.
- خان القناديل.
- اختطاف.
- الليل وآخره.
- بشرى سارة.
- شطحات نسائية.
- رمضان أبو صيام.
- وادى الجن (الكهف) 2021

## من التمثيليات التلفزيونية
- الطفلة و العجوز بدور لميس
- مقابل اتعاب

## وصلات خارجية
- علا رامي على موقع IMDb (الإنجليزية)
- علا رامي على موقع الدهليز
- علا رامي على موقع قاعدة بيانات الأفلام العربية